# Gáldar
Gáldar es una ciudad y municipio español perteneciente a la isla de Gran Canaria, en la provincia de Las Palmas, comunidad autónoma de Canarias.
En este municipio se encuentra uno de los yacimientos arqueológicos más representativos de Canarias, la Cueva Pintada, que exhibe una valiosa muestra del arte realizado por los antiguos canarios. En el municipio se encuentran además la Casa Museo Antonio Padrón, la Casa Cachazo y Verde de Aguilar y el Museo de Arte Sacro, este último en la parte trasera de la Iglesia de Santiago Apóstol.
Se trata de un pueblo con empaque capitalino. Su distancia de la capital se ha visto reducida considerablemente en las últimas décadas con la mejora de las infraestructuras viarias.
Playa de Sardina, con bandera azul desde 2018, y Playa del Agujero se cuentan entre las mejores playas del municipio. 

## Toponimia
El nombre del municipio proviene del de su capital municipal, que a su vez es una voz de procedencia aborigen con la que los antiguos canarios denominaban el poblado donde luego se construiría la moderna ciudad.
En la documentación histórica aparece también con la forma Agáldar.
El filólogo Dominik Wölfel encuentra como paralelos en las lenguas bereberes aĝalâd, 'cercas redondas' o 'muralla de una ciudad', así como la relaciona con la voz gadir, 'muro, castillo'. Para Ignacio Reyes podría ser traducido literalmente como 'vega extensa, grande o mayor'.

## Símbolos
El municipio cuenta con escudo heráldico y bandera municipal oficiales.

### Escudo
El municipio cuenta con escudo heráldico oficial, siendo aprobado por Decreto de 26 de julio de 1957 del Gobierno de Canarias.

Medio partido y cortado. Primero, de gules, una corona antigua de oro; segundo, de plata, un león de púrpura; tercero, de sinople, una torre de oro cargada de una cruz de Santiago, acolada de una palmera de oro y acompañada de otras dos, resaltadas por sendos canes rampantes en su color. Bordura de gules con ocho pares de magados en su color puestos en aspa. Bajo la punta, cinta de plata con la leyenda “Reyes o Guanartemes” en letras de gules. Al timbre, corona real abierta.

### Bandera
La bandera de Gáldar es verde, con tres franjas horizontales amarillas a lo largo del tercio superior. En el centro del resto del paño se encuentra el escudo municipal.

## Geografía
Está situado al noroeste de la isla de Gran Canaria, a 27 kilómetros de la capital insular, lindando al norte con el océano Atlántico, al sur con los municipios de Artenara y Tejeda, al este con los de Santa María de Guía y Moya y al oeste con el océano Atlántico y Agaete.
Posee una superficie de 61,59 km², situándose entre los diez municipios de la isla de mayor extensión.
Su cabecera municipal, el casco urbano de Gáldar, se localiza a 124 m s. n. m., alcanzándose la cota máxima del municipio a 1 701.4 m s. n. m. en la elevación conocida como Cruz de los Moriscos.

### Clima
Gáldar cuenta con un clima seco árido cálido, de acuerdo con la clasificación de Köppen.
La temperatura media anual es de 20,3 °C, siendo el mes más caluroso agosto con 23,7 °C y el más frío enero con 17,2 °C.
El promedio de precipitaciones al año es de 201 mm, siendo los meses más secos julio y agosto con 1 mm, y el más lluvioso noviembre con 41 mm.

### Zonas protegidas
Gáldar cuenta con cerca de 1000 hectáreas de su superficie y otras 1400 hectáreas de su litoral incluida en la Red Canaria de Espacios Naturales Protegidos y en la Zona Especial de Conservación de la Red Natura 2000 de la Unión Europea. 
En su territorio se encuentra íntegramente el monumento natural de Amagro, compartiendo con los municipios colindantes el monumento natural del Montañón Negro y el paisaje protegido de Las Cumbres. Amagro es también Zona Especial de Conservación —ZEC—, incluyéndose en la Red Natura 2000. Además, la zona costera comprendida entre la Punta de Gáldar y la Punta Gorda es también ZEC bajo la denominación Costa de Sardina del Norte debido a la existencia de cuevas marinas sumergidas o semisumergidas.
Gáldar forma parte, junto a los municipios de Artenara, Tejeda y Agaete, del Paisaje cultural del Risco Caído y montañas sagradas de Gran Canaria, declarado Patrimonio Mundial de la UNESCO en 2019.
Barranco Hondo y Juncalillo se encuentran dentro del territorio protegido. Su doble protección como Patrimonio de la Humanidad y Patrimonio Cultural ha hecho que la creación de una nueva denominación de protección, Patrimonio Mundial, haya sido otorgada tanto a los diferentes yacimientos y asentamientos arqueológicos, como a su zona natural protegida.
Asimismo, todo su casco urbano se considera Zona de Interés Arqueológico, debido a la existencia por todo el territorio de yacimientos aborígenes por todo el territorio.

## Historia

### Período aborigen
La ciudad de Gáldar se encuentra ubicada sobre uno de los asentamientos aborígenes más importantes de la isla de Gran Canaria, ya que fue sede de los guanartemes o reyes canarios hasta la conquista castellana de la isla a finales del siglo xv, por lo que tradicionalmente se le ha conocido como «ciudad o corte de los guanartemes».
Las dataciones más antiguas para el poblamiento de Gáldar han sido obtenidas en el yacimiento de la Cueva Pintada, revelando una ocupación de este espacio desde el siglo vii d. C.
Juan de Abreu Galindo recoge en su obra la tradición histórica de una época anterior en que la isla se hallaba dividida en varios cantones, siendo gobernados por capitanes, hasta que una mujer llamada Atidamana, quien ejercía el papel de jueza en los conflictos y a quien todos respetaban y obedecían, se desposó con el capitán de Gáldar Gumidafe. Ambos hicieron la guerra al resto de capitanes de la isla, logrando unificar el gobierno insular bajo su mando y dando origen al linaje de los guanartemes.
Posteriormente, dos hermanos descendientes de Atidamana y Gumidafe dividen la isla en sendos reinos, Gáldar y Telde, aunque manteniendo la sede del sábor o consejo en Gáldar. Sin embargo, esto motivó tiempo después enfrentamientos entre los dos reinos.

### Conquista europea y colonización
A la llegada de las huestes castellanas al mando de Juan Rejón primero y de Pedro de Vera después, los canarios de Gáldar se mantienen a salvo de las cabalgadas gracias a las defensas naturales que protegían la entrada a la vega de Gáldar, tales como la cuesta de Silva.
En 1481 o principios de 1482, según los distintos autores, el guanarteme galdense Tenesor Semidan es capturado por los conquistadores, enviado a la península y retornado ya cristiano y del lado de los castellanos. Tenesor, bautizado como don Fernando Guanarteme, logra atraerse a gran parte de sus antiguos súbditos, quedando en rebeldía los canarios del bando de Telde.
A finales de 1482, el capitán de la conquista, Pedro de Vera, aprovechando la amistad del antiguo rey, levanta un nuevo campamento en el poblado de Gáldar. Se construye una torre defensiva y se convierte una casa canaria en la primitiva iglesia de Santiago, constituyéndose el germen del moderno núcleo de población.
Tras la finalización de la conquista en abril de 1483, Gáldar pasa a ser uno de los distritos de los tres en que se divide la isla para llevarse a cabo los repartimientos, así como en beneficio eclesiástico. La antigua ciudad canaria se convierte en uno de los primeros núcleos de población modernos de Gran Canaria bajo la denominación de Villa de Santiago de Agáldar o Gáldar, contando con el título de villa y alcalde real desde finales del siglo xv. La fertilidad de su vega atrae a gran cantidad de colonos, que se mezclan con la población aborigen superviviente.
La riqueza en buenas tierras y aguas abundantes hacen pronto de Gáldar un enclave próspero, sobre todo gracias al comercio del azúcar desde sus puertos de La Caleta y Sardina. Posteriormente, la fundación de un convento franciscano atrajo a varias familias principales, dándole a la antigua capital canaria un ambiente señorial.

## Demografía
Gáldar cuenta con una población de 24 811 habitantes (INE 2024).
| Gráfica de evolución demográfica de Gáldar entre 1842 y 2021                                                        |
| |
| Población de derecho según los censos de población del INE Población de hecho según los censos de población del INE |

## Economía
En 2017, el 19,9 % de la población galdense trabajaba en el sector primario, el 25,1 % en el sector servicios y el 6,7 % en el sector de la hostelería, lo que da idea del peso de la agricultura y la ganadería en la economía del municipio.
Sector primario
El sector agropecuario hasta hace unos años la principal actividad económica de Gáldar. El cultivo de la caña de azúcar primero, luego el de la vid y posteriormente el de la cochinilla, cedieron su supremacía al del plátano, situándolo como el primer municipio productor de la isla, que se combinó con el de tomates, cebollas, papas o patatas y maíz, así como flores y berenjenas. 
En 2019, la superficie total destinada a la agricultura en Gáldar es de 2509,89 hectáreas, de las que 1549,06 corresponde a superficie agrícola cultivada y 960,84 abandonada.
La ganadería también se configura como una actividad importante en la vida del municipio con 9777 cabezas de las que 4380 son de caprino, 3506 de ovino, 1594 de bovino y 297 de porcino. La elaboración de quesos de leche de oveja y flor gozan de gran prestigio desde antaño, siendo uno de los productos característicos del destino.[cita requerida]
Sector terciario
En el siglo xix destacó el auge comercial del puerto de Sardina, situándose entre los de mayor movimiento del archipiélago, solo superado por los de Las Palmas de Gran Canaria y Santa Cruz de Tenerife.
Tras la crisis provocada por la guerra civil (1936-1939), el despegue económico derivado del monocultivo del plátano dio un vuelco irreversible a la fisonomía de la ciudad, acelerado en los últimos treinta años con el pujante desarrollo productivo y mercantil del municipio que acabaría por convertirla en la ciudad de mayor crecimiento y en el motor económico de la comarca.
A su dinámico sector primario, comercial e industrial, desde principios de este nuevo siglo Gáldar suma su gran potencial turístico, que incluye una amplia oferta cultural y de naturaleza que cada año atrae a miles de visitantes nacionales y extranjeros.

### Turismo
La creciente demanda de turismo cultural y de naturaleza en el municipio ha dado lugar, entre los años 2000 y 2006, a la irrupción de numerosas casas rurales y apartamentos, y a partir de 2015 a un creciente número de viviendas vacacionales, fecha esta última que coincide con la aprobación de la normativa que regula este tipo de alojamiento en la comunidad autónoma de Canarias. En ese mismo año se inaugura la Casa Emblemática Los Oliva y en 2019 el Hotel Emblemático Agáldar.
Entre los principales reclamos de los turistas que visitan Gáldar se encuentra, por este orden, la Cueva Pintada el más importante referente del arte rupestre aborigen de Canarias y actualmente concebida como museo y parque arqueológico, así como lugar de referencia en el estudio del pasado prehispánico; los senderos, en especial la ruta de las eras, la ruta por los volcanes recientes de Gran Canaria, y la ruta etnográfica por el paisaje ganadero de Lomo del Palo, Cortijo de Pavón, Cortijo de Galeote y Fagajesto - ruta del queso. Sus piscinas naturales y el drago centenario encabezan también este clasificación.
La amplia oferta turística de Gáldar incluye, además del mayor y más importante legado aborigen de Canarias, un rico patrimonio histórico-artístico en el centro de la ciudad declarado Conjunto Histórico en 1981, en el que el Templo Matriz de Santiago de los Caballeros figura como uno de los elementos arquitectónicos más relevantes al tiempo que constituye la primera sede jacobea fuera del territorio peninsular. Precisamente, esta condición jacobea ha permitido a Gáldar ser el lugar de destino de miles de peregrinos y aficionados al senderismo durante todo el año, especialmente durante la celebración del Año Santo Jubilar, iniciando su andadura en el sur de Gran Canaria a través de un recorrido de 66 kilómetros de norte a sur de la isla.
En esta oferta turística se incluyen, además, los espacios naturales protegidos, como los monumentos naturales de Amagro y del Montañón Negro, el Paisaje Protegido de las Cumbres y la Zona Especial de Conservación Sardina del Norte; numerosos museos, como la Casa Museo Antonio Padrón-Centro de Arte Indigenista o el Museo de Arte Sacro Santiago de los Caballeros; la posibilidad de practicar turismo activo, como submarinismo en la Bahía de Sardina del Norte, bodyboarding, ciclismo de montaña, barranquismo o espeleología; saborear su variada oferta gastronómica basada en la cocina tradicional canaria, donde destaca su preciado queso de flor fabricado a mano en los Altos de Gáldar; observar las estrellas en la cumbre del municipio o disfrutar de sus famosas celebraciones festivas, especialmente las Fiestas Mayores de Santiago, que se remontan a 1841, o la Romería de San Isidro Labrador (siglo XVII).
El interés por estos atractivos genera, año tras año, un creciente volumen de visitantes al municipio, entre los que destacan los alemanes, españoles, franceses, nórdicos, italianos y los procedentes de los Países Bajos, por este orden.

## Administración y política

### Gobierno municipal
El municipio se halla regido por su ayuntamiento, compuesto por su alcalde-presidente y veinte concejales. Tras las elecciones de mayo de 2019, la alcaldía de Gáldar la ocupa Teodoro Sosa Monzón, del Bloque Nacionalista Rural (BNR)-Nueva Canarias (NC).
| Partido político                                    | 2023  | 2023   | 2023       | 2019                       | 2019                       | 2019                       | 2015  | 2015  | 2015       | 2011                     | 2011                     | 2011                     | 2007                     | 2007                     | 2007                     |
| Partido político                                    | %     | Votos  | Concejales | %                          | Votos                      | Concejales                 | %     | Votos | Concejales | %                        | Votos                    | Concejales               | %                        | Votos                    | Concejales               |
| Bloque Nacionalista Rural (BNR)-Nueva Canarias (NC) | 78,84 | 11 245 | 19         | 69,61                      | 10 292                     | 17                         | 50,40 | 7223  | 12         | 38,91                    | 5727                     | 9                        | 29,79                    | 4607                     | 7                        |
| Partido Socialista Obrero Español (PSOE)            | 6,98  | 996    | 1          | 12,40                      | 1834                       | 3                          | 13,48 | 1931  | 3          | 17,23                    | 2536                     | 4                        | 16,35                    | 2528                     | 3                        |
| Unidos por Gran Canaria (UxGC)                      | 6,04  | 862    | 1          | Con Coalición Canaria (CC) | Con Coalición Canaria (CC) | Con Coalición Canaria (CC) | 5,77  | 827   | 1          | Con Partido Popular (PP) | Con Partido Popular (PP) | Con Partido Popular (PP) | Con Partido Popular (PP) | Con Partido Popular (PP) | Con Partido Popular (PP) |
| Partido Popular (PP)                                | 2,14  | 306    | 0          | 3,20                       | 474                        | 0                          | 9,85  | 1412  | 2          | 15,31                    | 2253                     | 3                        | 46,32                    | 7164                     | 11                       |
| Coalición Canaria (CC)                              | 1,94  | 277    | 0          | 6,59                       | 975                        | 1                          | 14,90 | 2135  | 3          | 11,75                    | 1729                     | 3                        | 2,48                     | 383                      | 0                        |
| Centro Canario Nacionalista (CCN)                   | –     | –      | –          | –                          | –                          | –                          | –     | –     | –          | 10,21                    | 1502                     | 2                        | 2,65                     | 410                      | 0                        |

### Organización territorial
Administrativamente, el término municipal se divide en los siguientes barrios y sus respectivos núcleos:
- Barrial
- Caideros: Caideros y La Degollada
- Fagajesto
- Gáldar (capital municipal): El Agujero, Caleta de Arriba, Gáldar (casco), Los Llanos y Nido Cuervo
- Hoya de Pineda: Buenavista y Los Silos, Hoya de Pineda y Tegueste
- Juncalillo: Barranco Hondo de Abajo, Barranco Hondo de Arriba y Juncalillo
- Marmolejos: Anzofé y El Salón, y Marmolejos
- La Montaña: La Montaña, Cañada Honda y Palma de Rojas
- Los Quintanas y Piso Firme: El Agazal, Cueva de los Cruces, Piso Firme, Los Quintanas y Las Rosas
- Puerto de Sardina: Puerto de Sardina, Barranquillo el Vino, El Sobradillo, Barrio Los Condenados, El Corralete, Las Cumbrecillas, Los Dos Roques, La Furnia, Punta de Gáldar y Urbanización Faro Sardina
- San Isidro: La Enconada, Las Majadillas, El Roque y San Isidro
- Saucillo

## Cultura
Gáldar se distingue por su ambiente cultural, que abarca desde el ámbito tradicional a las corrientes vanguardistas procedentes del continente europeo.
En 1971 se inaugura el museo Antonio Padrón de esta ciudad; se guardan allí 130 obras correspondientes a las distintas etapas de su vida.
En la centuria del xviii gozaron de gran nivel y prestigio las tertulias que se desarrollaban en el municipio, que cuenta con importantes personajes ilustres como Francisco Guillén Morales, Jenaro Artiles Rodríguez, José Batllori Lorenzo, José Suárez Falcón (Jordé), Juan Alonso Vega, Juan Sosa Suárez, Francisco Rodríguez Batllori, Roberto Moreno Díaz, Pedro Espinosa y Antonio Padrón Rodríguez, entre otros.
La actividad musical goza de gran seguimiento con coral polifónica, rondallas, agrupaciones folclóricas, banda municipal y banda de cornetas, tambores y majorettes. Gáldar, que cuenta con academia de danza clásica y conservatorio municipal, potencia los valores de intérpretes canarios por medio del Concurso Regional de Piano Pedro Espinosa, que se celebra anualmente.
En Gáldar también ocupa un lugar importante la artesanía tradicional con trabajos de cuchillería, cestería, instrumentos musicales, calados, aperos de labranza, telares... De toda la actividad artesanal destaca el centro locero de Hoya de Pineda.

### Patrimonio

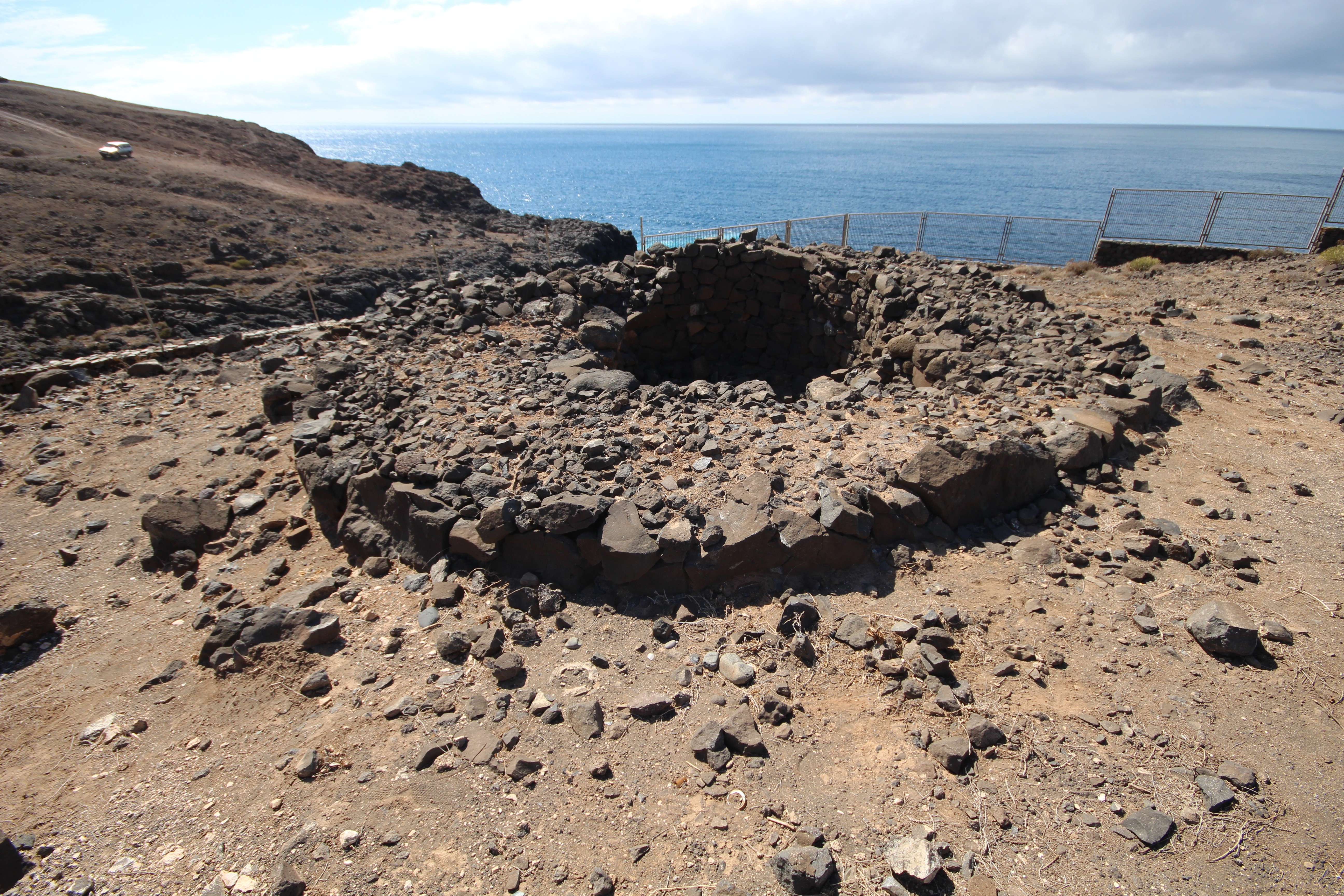
Resto de construcción aborigen en los Llanos de Botija

Gáldar posee numerosos elementos patrimoniales de valor:
Arqueológico
- Cueva Pintada (BIC). Es el más simbólico de los yacimientos arqueológicos galdenses, y se ha constituido en museo y parque arqueológico. Fue descubierto en el casco urbano, y en su interior se representa uno los principales hallazgos del arte rupestre del área subatlántica.
- Conjunto Histórico Barranco Hondo de Abajo.[37]
- Cuevas del Hospital (BIC). Conjunto de cuevas artificiales.
- Cuevas del Patronato o de Facaracas (BIC)
- Poblado de Bocabarranco-El Agujero y Necrópolis de La Guancha (BIC)[38]
- Mugaretes del Clavo
- Llanos de Botija. Constituido por diversas casas canarias de planta cuadrangular y cruciforme, así como una construcción que se ha denominado tagoror por comparación tipológica.

Religioso

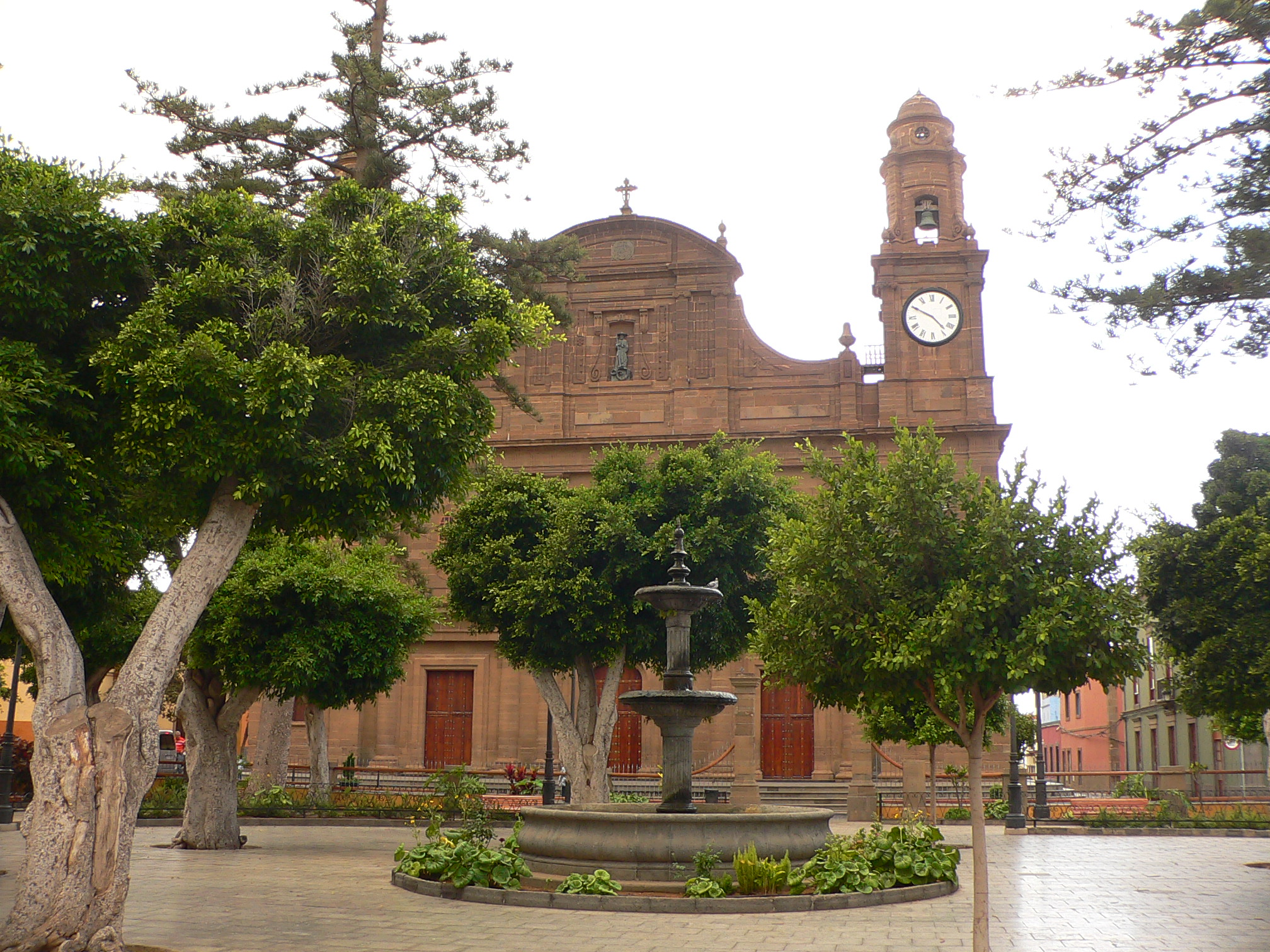
Iglesia de Santiago de los Caballeros

- Iglesia Matriz de Santiago de Los Caballeros (BIC). Su construcción supuso la aparición de un elemento ordenador del espacio, favoreciendo el trazado de calles rectas a sus costados y aledaños. Arquitectónicamente es el arranque del neoclasicismo en Canarias, aunque todavía tenga soluciones formales anteriores. Es obra de artífices tinerfeños, los hermanos Antonio José y Diego Nicolás Eduardo y el cantero Patricio García. Destaca su fachada, dando frente a la plaza de Santiago, hacia donde se abren la Puerta Mayor, la «Santa» o de Santiago y la de la Purísima Concepción. Este imafronte es totalmente de cantería, consagrando una constante grancanaria que dará buenos frutos en la fachada de la Catedral de Canarias, San Sebastián de Agüimes y San Juan Bautista de Arucas. Remata el frontis un enorme frontón de arco rebajado, enmarcado entre torres gemelas. Exteriormente también destaca la cúpula, situada en el crucero. Lateralmente se abren las puertas del Sol o de San Antonio Abad y la del Viento o de la Trinidad. En ella se conservan numerosas imágenes y obras de arte de gran valor.
- Ermita de San Sebastián (BIC). Construida a comienzos del siglo xvi.[39]
- Ermita de San José del Caidero (BIC). Fundada en 1694, se conserva parcialmente.

Civil

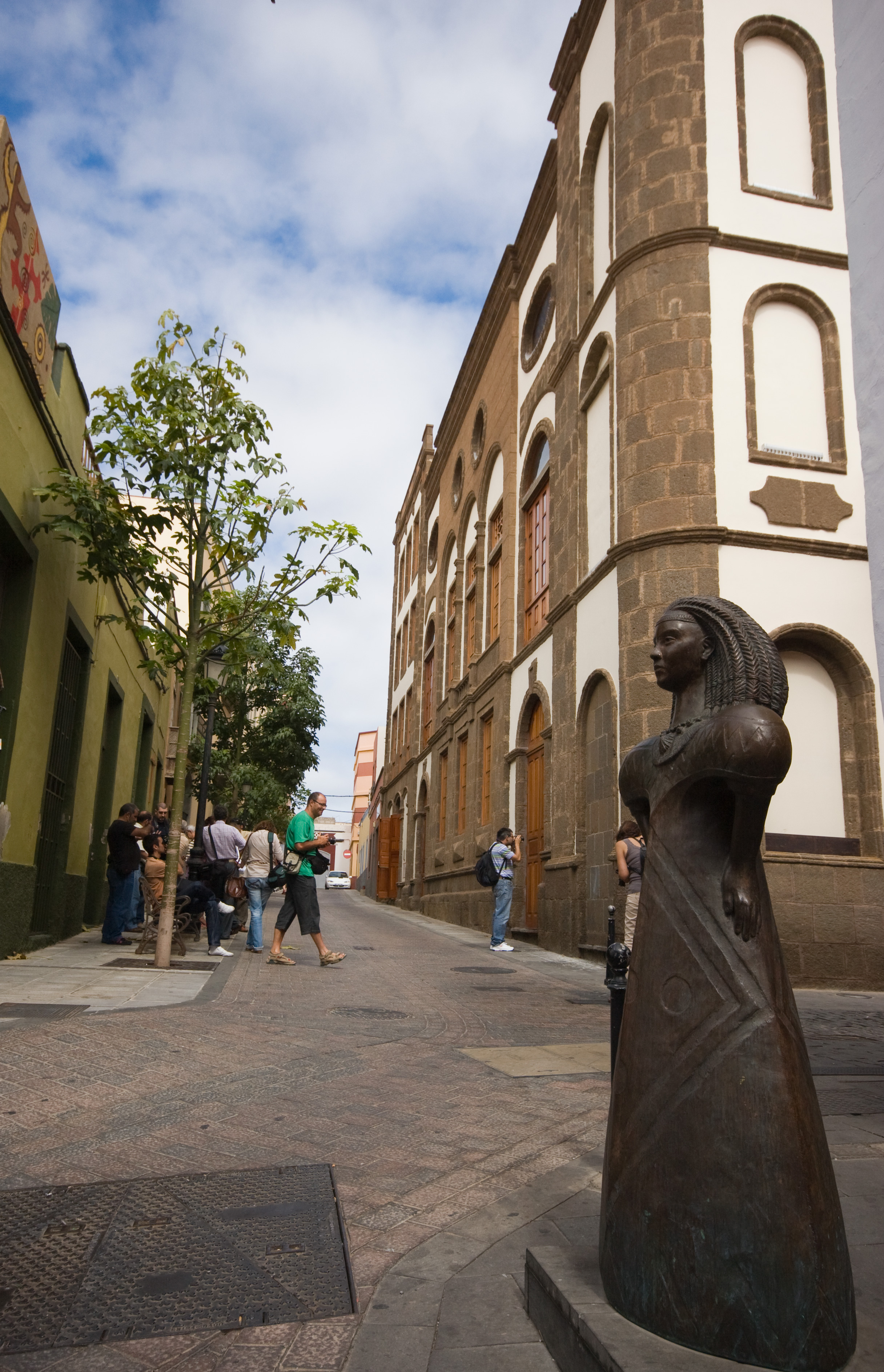
Teatro consistorial de Gáldar

- Conjunto Histórico de la Plaza de Santiago y su entorno (BIC). La plaza se asienta en las inmediaciones del templo de Santiago de los Caballeros, en la que forma un gran rectángulo con jardines tropicales que son delimitados por pilastras y columnas de piedra de cantería. El elemento que caracteriza esta plaza es una fuente que se encuentra rodeada de laureles de Indias, araucarias centenarias y jacarandas. El entorno de la plaza mantiene las características y formas señoriales de un pasado histórico y capitalino. Las viviendas en su entorno conservan sus rasgos artísticos, donde el estilo barroco y neoclásico se manifiestan en las estructuras de los edificios. En este conjunto destacan las siguientes edificaciones:

- - Casas consistoriales. En su patio se encuentra el drago más antiguo de la isla. Fue plantado en 1718 y en su tronco muestra las cicatrices de las heridas recibidas para extraerle su preciada savia o sangre de drago.
  - Casa Henríquez.
  - Casas de Antonio Padrón y José Martinón
  - Casa Cachazo y Verde de Aguilar
  - Casa del capitán Esteban Ruiz de Quesada
  - Teatro Consistorial[40]
  - Casino de Gáldar. Fue fundado en 1847 y ocupa un elegante edificio de principios del siglo XX.
  - Colegio de Jesús Sacramentado

- Barrio de San Sebastián
- Hacienda de Hoya de Pineda (BIC)
- Rincón de Santa Lucía. La plazoleta o Rincón de Santa Lucía se construyó en el año 1979 en el solar de la destruida ermita de la santa mártir. Destaca en la misma la cruz de tea que presidía y daba título al viejo cementerio neoclásico de Gáldar, así como los restos de zapatas y limas del artesonado de la ermita. Su pavimento es de losas de cantería. Sigue líneas de la arquitectura tradicional canaria y fue trazada por los miembros de la Comisión Asesora del Patrimonio que existió en la segunda Alcaldía Rosas.
- Puente de los Tres Ojos. Se encuentra sobre el barranco de Gáldar. Las obras del actual puente corresponden al último tercio del siglo xix. Para su construcción se utilizaron sillares de cantería de la Montaña de Gáldar en el que fue proyectado por el ingeniero don Juan León y Castillo.
- Canteras de la Montaña de Gáldar

Natural
- Montaña de Amagro[41]
- Monumento natural del Montañón Negro[41]
- Paisaje protegido de las Cumbres[42]
- Zona especial de conservación Sardina del Norte[13]

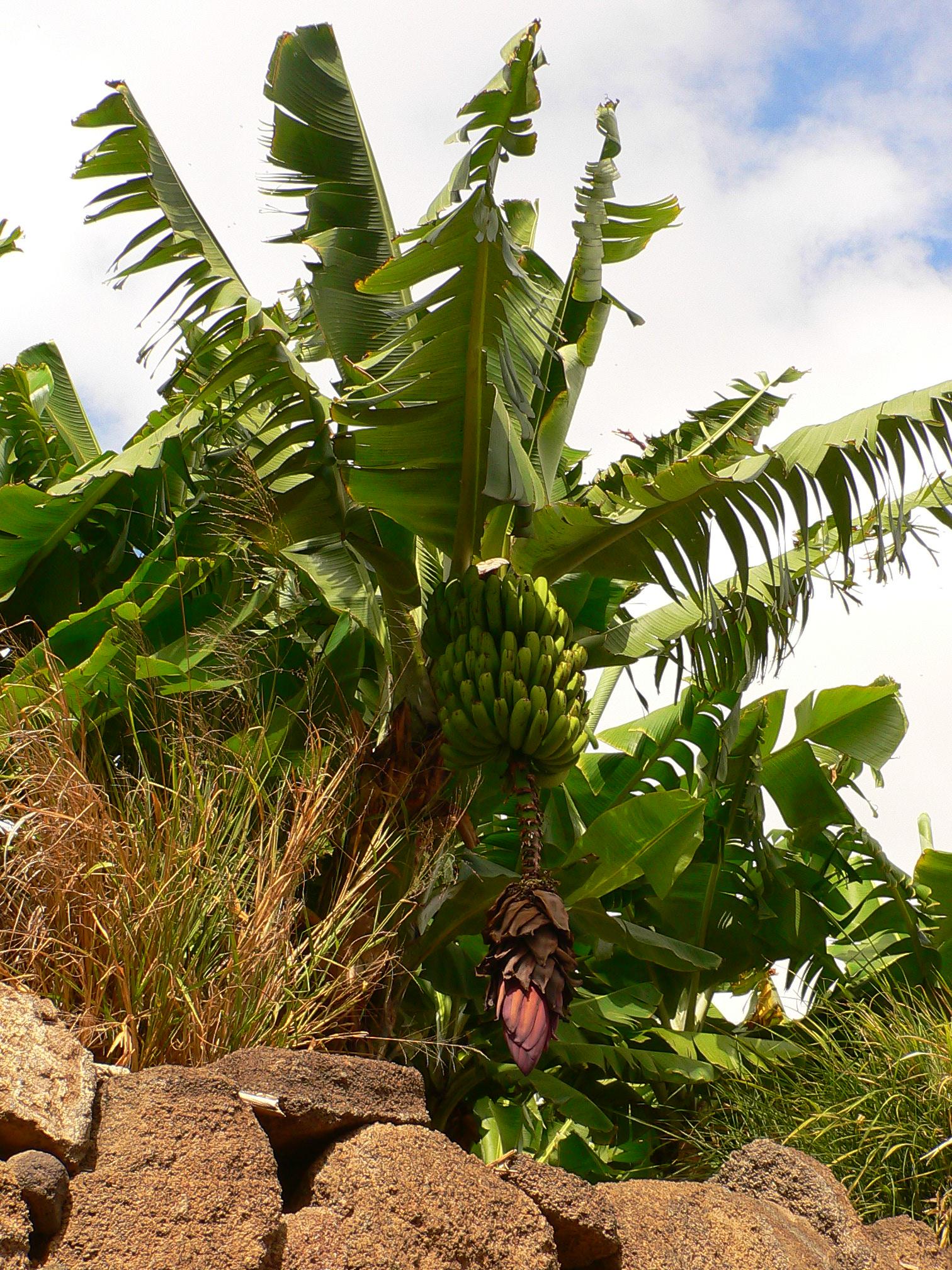
Plataneras
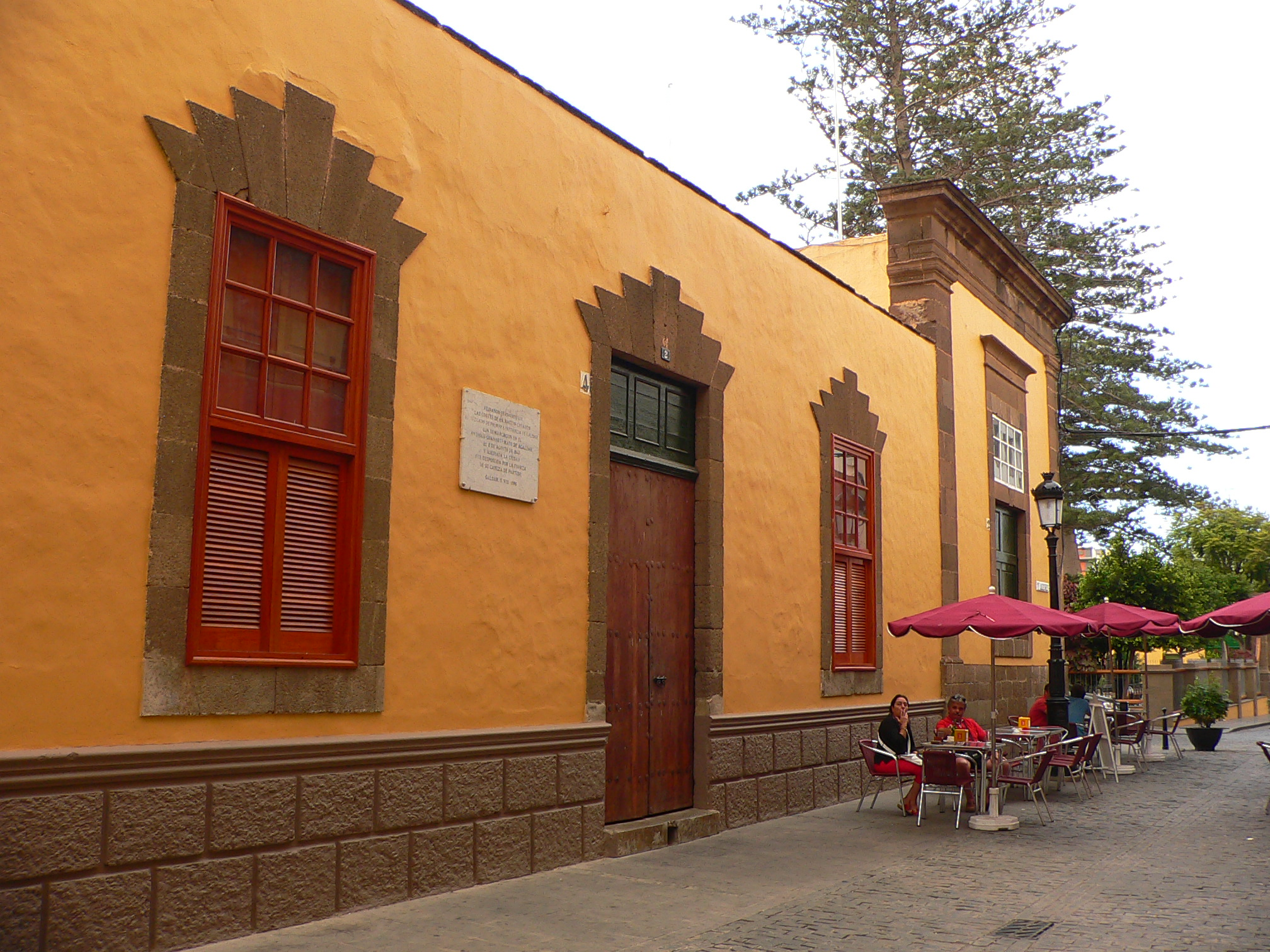
Calle del casco histórico
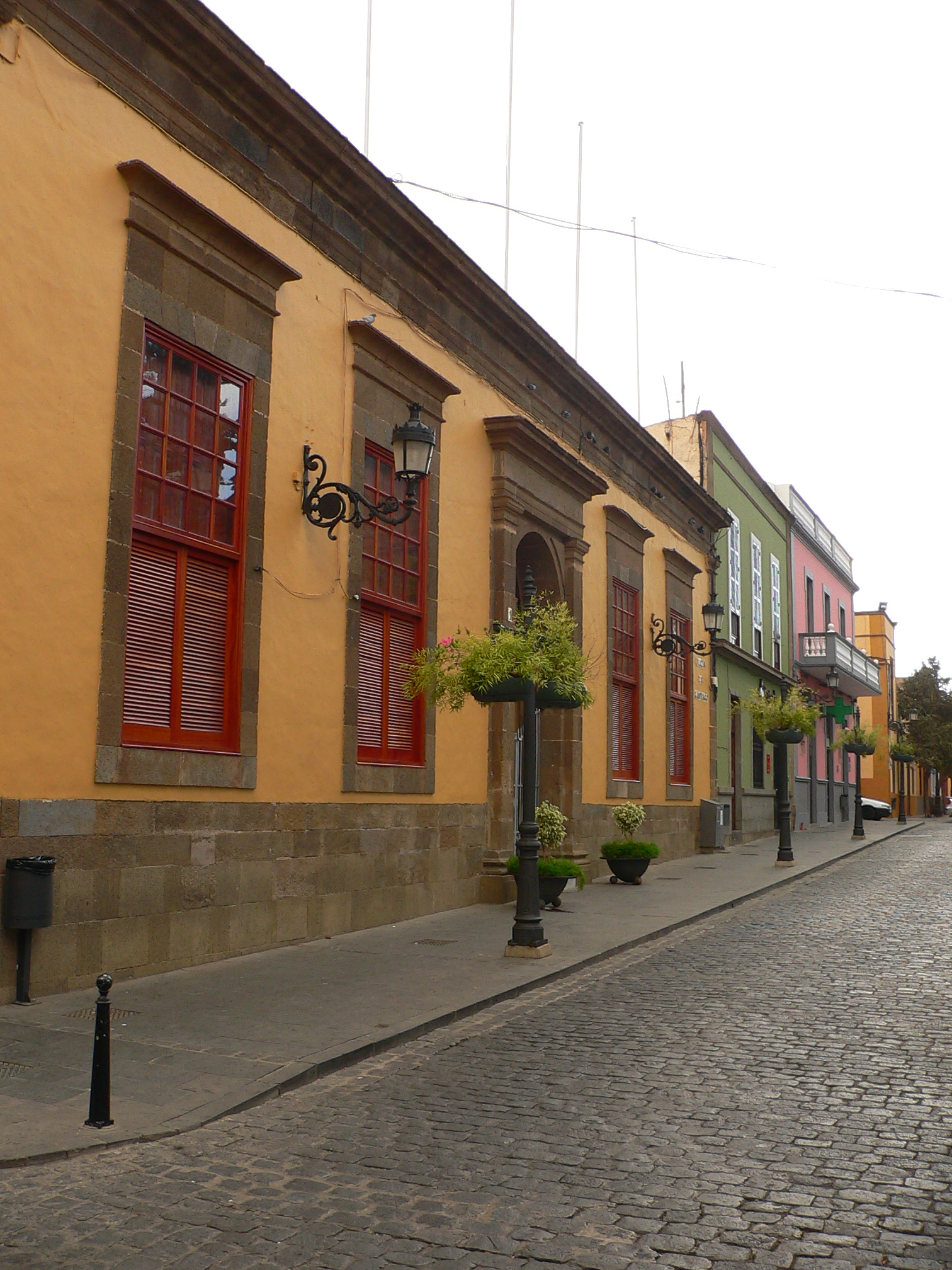
Antiguo ayuntamiento
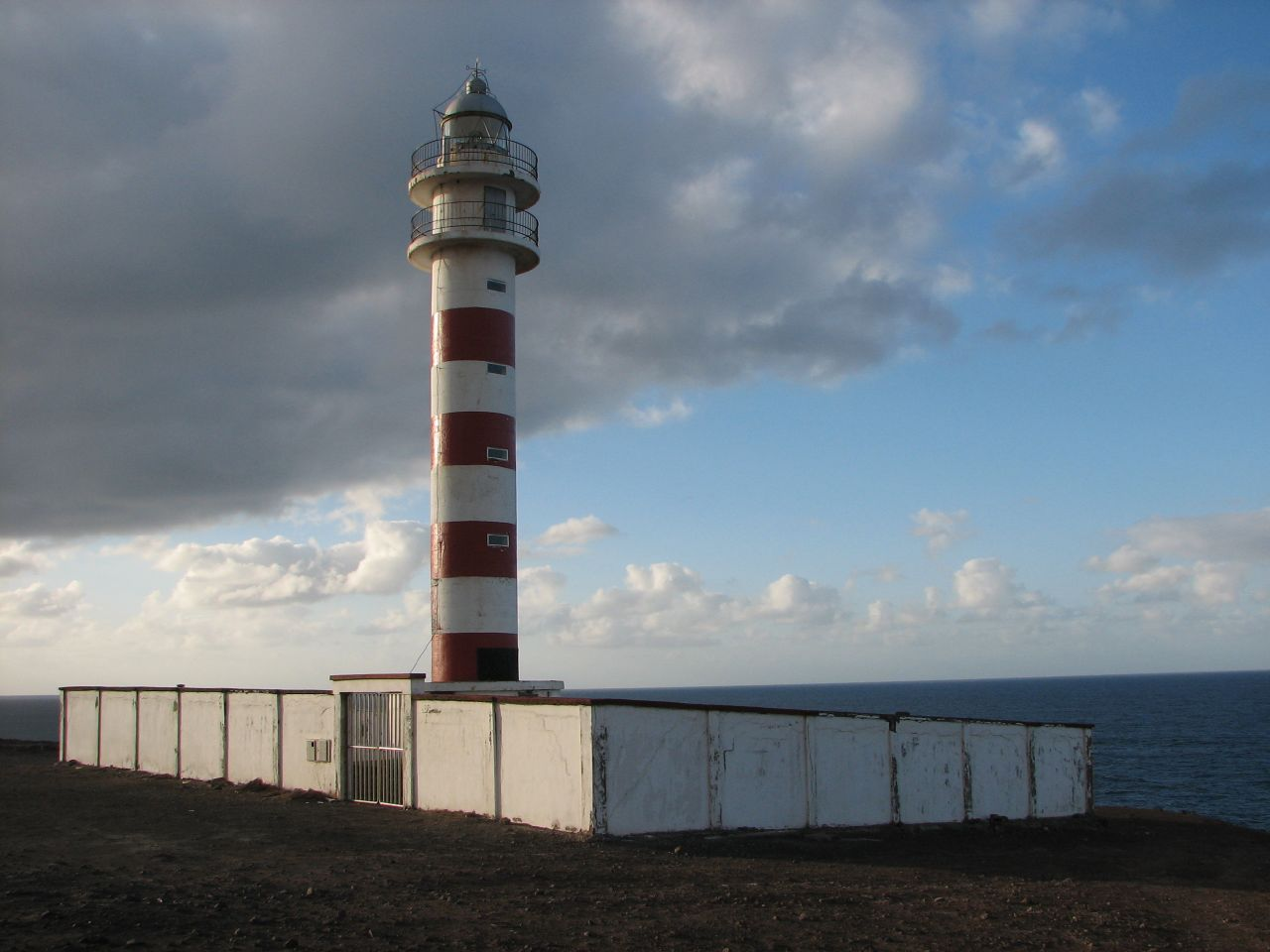
Faro de Sardina del Norte
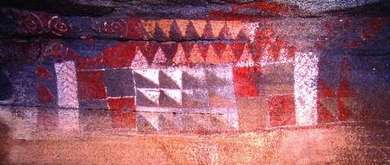
Cueva Pintada
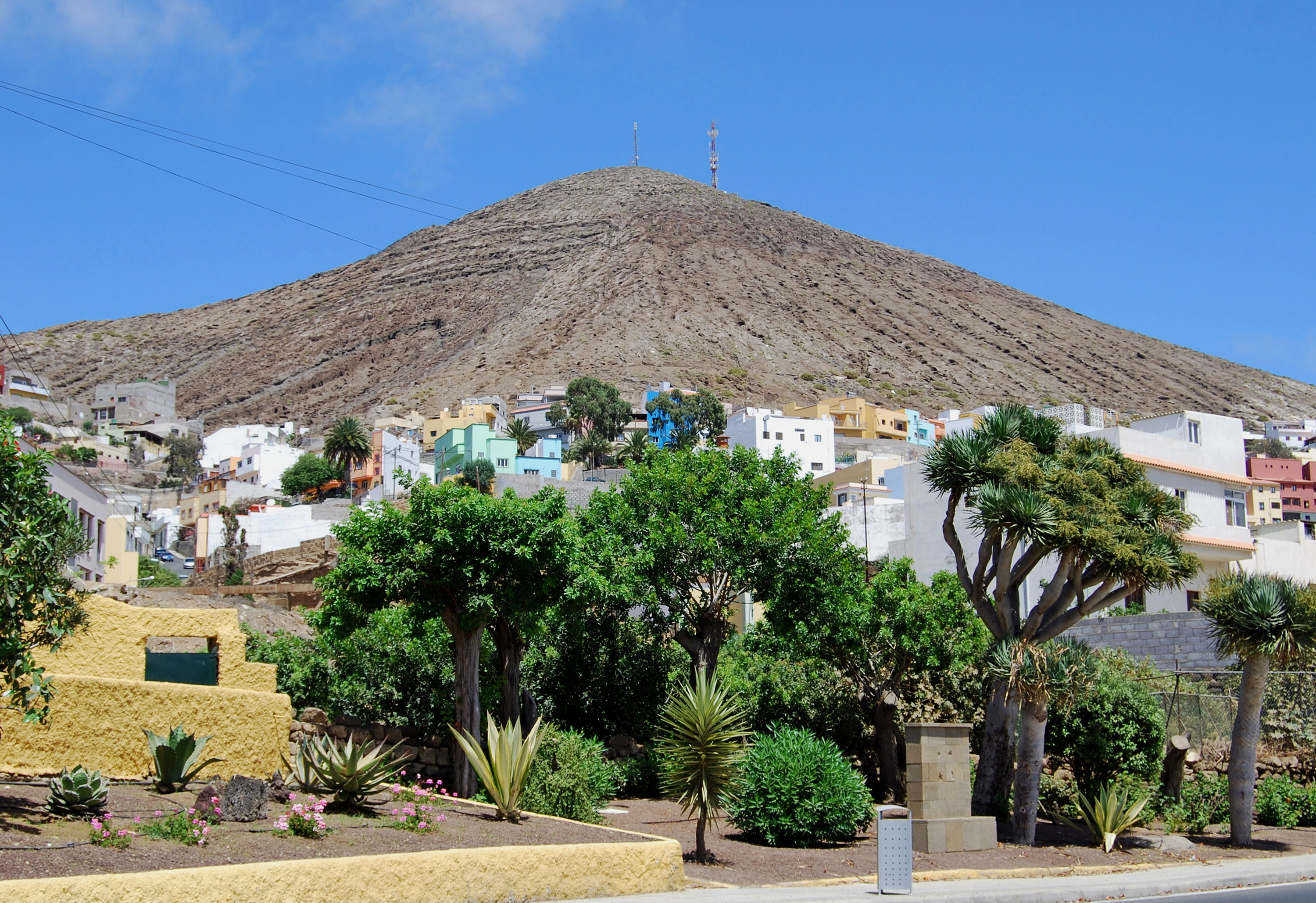
Montaña de Gáldar

### Deporte
La ciudad de Gáldar también ha sido famosa por tener equipos deportivos de diferentes disciplinas compitiendo al más alto nivel, como es el caso del equipo de balonmano Cadagua Gáldar, quien compitió en la Liga ASOBAL y en el más alto nivel europeo, o el equipo de fútbol, U. D. Gáldar, llegando a estar en Segunda División B del fútbol español. 
Y en los últimos años se ha venido celebrado con gran éxito la última prueba del Mundial de Bodyboard en la ola de El Frontón, teniendo una gran repercusión entre deportistas de todo el mundo.

### Fiestas
Las fiestas más populares que se celebran en el municipio son las de Santiago Apóstol en julio, San Isidro en mayo, y el Auto de los Reyes Magos, declarado de interés regional celebrado en enero, entre otras.
| Fecha       | Lugar                          | Festividad                                                        |
| ----------- | ------------------------------ | ----------------------------------------------------------------- |
| 25 de julio | Gáldar                         | Fiestas de Santiago de los Caballeros                             |
| 26 de julio | Gáldar                         | Festividad de Santa Ana                                           |
| Enero       | Barrio de San Isidro           | Santa Cecilia y la Milagrosa                                      |
| Enero       | Barrio de San Sebastián        | San Sebastián y San Antonio Abad                                  |
| Febrero     | Barrio de Marmolejo            | Virgen de Lourdes                                                 |
| Marzo       | Gáldar                         | Bajada de la Virgen de la Vega (Nuestra Señora de la Encarnación) |
| Mayo        | Barrio de San Isidro           | San Isidro Labrador                                               |
| Mayo        | Barrio de Anzofé               | Santa Rita de Casia San José                                      |
| Mayo        | Gáldar                         | Santa Rita de Casia                                               |
| Mayo        | Barrio de Palma de Rojas       | San Fernando                                                      |
| Mayo        | Barrio de Barranco Hondo       | Nuestra Señora de Fátima                                          |
| Mayo        | Barrio de Hoya de Pineda       | San Antonio de Padua                                              |
| Junio       | Barrio de San José de Caideros | Fiestas de la Lana y San José                                     |
| Junio       | Barrio de Cañada Honda         | Santa Teresa de Jesús                                             |
| Junio       | Barrio de Juncalillo           | San Isidro Labrador y Santa María de la Cabeza                    |
| Julio       | Barrio de El Clavo             | Nuestra Señora de la Caridad del Cobre                            |
| Julio       | Barrio de El Saucillo          | Nuestra Señora de El Saucillo                                     |
| Julio       | Barrio de Tegueste             | Nuestra Señora de Fátima                                          |
| Julio       | Barrio de El Clavo             | Nuestra Señora de la Caridad del Cobre                            |
| Julio       | Gáldar                         | Santiago                                                          |
| Julio       | Barrio de la Punta de Gáldar   | Nuestra Señora del Carmen                                         |
| Julio       | Barrio de Caleta de abajo      | Nuestra Señora del Carmen                                         |
| Agosto      | Barrio de Juncalillo           | Santo Domingo de Guzmán                                           |
| Agosto      | Barrio de Caleta de arriba     | Nuestra Señora del Mar                                            |
| Agosto      | Barrio de Barrial              | Nuestra Señora de los Desamparados                                |
| Septiembre  | Barrio de Fagagesto            | San Pedro de Verona                                               |
| Septiembre  | Barrio de Sardina              | San Pedro González Telmo y Nuestra Señora del Carmen              |
| Septiembre  | Barrio de Los Dos Roques       | San Roque                                                         |
| Septiembre  | Barrio de Nido Cuervo          | Nuestra Señora del Carmen                                         |
| Septiembre  | Barrio de El Sobradillo        | Romería de la Virgen de los Dolores                               |
| Octubre     | Barrio de La Montaña de Gáldar | Nuestra Señora de Fátima                                          |
| Diciembre   | Gáldar                         | Inmaculada Concepción                                             |
| Diciembre   | Gáldar                         | Santa Lucía                                                       |

#### Fiestas Mayores de Santiago de los Caballeros
El día 25 de julio se celebra el día de Santiago Apóstol, patrón de la Real Ciudad y alcalde Mayor Perpetuo de la misma. Destaca la tradicional romería-ofrenda que se realiza el sábado anterior al 25 de julio; y la festividad mayor cada 25 de julio, donde la imagen ecuestre de Santiago de los Caballeros recorre las principales calles del casco histórico. 
Desde el año 1965, el templo de Santiago de Gáldar goza de las gracias jubilares del Año Santo Jacobeo. En 1993, el papa Juan Pablo II concedió las gracias jubilares del Año Santo Jacobeo de Gáldar in perpetuum. A partir de ese día y cuando el día 25 de julio caiga en domingo, se celebra este año peregrinando hacia la Real Ciudad de Gáldar.

#### Festividad de San Isidro
Son las segundas fiestas principales del municipio galdense. Entre los actos destaca la tradicional romería-ofrenda a San Isidro, que se realiza el sábado anterior al 15 de mayo; y la Festividad de San Isidro, donde la imagen recorre las principales calles del barrio que lleva su nombre después de presidir la tradicional feria de ganado.

## Ciudades hermanadas
- Calatayud, Aragón, España
- Antigua Guatemala, Guatemala
- Telde, Gran Canaria, España
- Santiago de Baney, Guinea Ecuatorial
- Santa María de Guía, Gran Canaria, España
- Matera, Basilicata, Italia
- Machico, Madeira, Portugal